# 마테우스 아우베스 레안드루
마테우스 아우베스 레안드루(포르투갈어: Matheus Alves Leandro, 1989년 1월 9일 ~ )는 보통 마테우스 아우베스로 불리는 브라질의 축구 선수이다. 포지션은 공격수, 공격형 미드필더다. 현재 느그리 슴빌란 FA 소속이다. K리그 시절 등록명은 마테우스였다.

## 클럽 경력
마테우스는 플루미넨시 FC의 유소년 팀을 졸업하고, A팀과 계약을 맺었다.
2016년 대한민국 K리그 챌린지 강원 FC와 임대 계약을 맺었다.
2017년 말레이시아의 파항 FA로 임대를 떠났다.
2018년 1월 5일 K리그 챌린지의 수원 FC로 이적하였다. 2018년 3월 17일 열린 성남 FC와의 리그 경기에서 수원 FC 입단 이후 첫 골을 기록했다.
2018년 여름 이적시장에서 태국의 촌부리 FC로의 이적이 발표되었다.
2021시즌을 앞두고 K리그2의 충남 아산 축구단으로 이적했다.
2022시즌을 앞두고 말레이시아의 느그리 슴빌란 FA에 입단했다.